# 永年区
永年区是中华人民共和国河北省邯郸市下辖的一个市辖区。区人民政府驻临洺关镇洺州大道25號。

## 太极拳
永年区是杨式太极拳和武式太极拳的发源地。从二十世纪九十年代起举办了多届太极拳交流活动。在永年的学校中太极拳是体育课的教学项目之一。

## 交通
- 南北方向： 107国道、京广铁路、 京港澳高速。
- 东西方向：邯临省道

## 行政区划
永年区下辖9个镇、8个乡：
临洺关镇、大北汪镇、张西堡镇、广府镇、永合会镇、刘营镇、西苏镇、讲武镇、东杨庄镇、界河店乡、刘汉乡、正西乡、曲陌乡、辛庄堡乡、小龙马乡、西河庄乡和西阳城乡。

## 历史沿革
永年之域，在夏商周三代属冀州之地。此地最早见于史载的名字为“曲梁”，春秋时为晋国曲梁邑。战国时期属赵国。秦始皇统一全国后，分天下为三十六郡，属邯郸郡。
西汉景帝中元元年（公元前149年）分邯郸郡置广平郡，郡治广平（今鸡泽东南）。
新莽时期改广平国为“桓亭”又称富昌，辖县十六，属冀州，后改曲梁为直梁，改广年为富昌。
东汉时，永年之域仍为曲梁、广年、易阳三县地，属巨鹿郡。建安十七年（公元212年），曲梁、广年、易阳三县统属魏郡西部。移属魏郡（今大名县境）西部都尉。
三国时，魏黄初二年（公元221年），魏郡西部都尉易名广平郡，复称曲梁，为郡治，辖县十五，属冀州。晋及十六国时期，称广平郡。
南北朝、北齐文宣帝裁曲梁并广年县入，称广年（治所迁至今永年县广府镇）。 北周宣政元年（578年）置洺州，为武安郡治，辖县八。
隋开皇年间（公元581-600年）武安郡废，属广平郡。隋炀帝杨广即位，为避其讳，改广年为永年，为武安郡治。大业三年（607年）罢洺州，改名武安郡。
唐武德元年（618年），改武安郡为洺州（治所今广府城），属河北道。武德二年（619年），隋末农民起义军夏王窦建德攻陷洺州，建都于此，并筑万春宫。武德四年（621年），唐朝廷平定窦建德乱，置山东道行台于洺州，武德五年（622年）罢行台，置洺州大总管府，同年，刘黑闼自称汉东王，改元天造，亦定都洺州，武德六年（623年），罢洺州大总管府。唐天宝元年（公元742年），改广平郡属为河北道属。乾元元年（758年），复改为洺州。
五代时期，后梁以邢州、洺州、磁州三州为保义军（军，行政区划名），后梁改为安国。
宋金时期，称洺州，属河北西路，宋时辖五县，金时辖九县。
元代，改州为路（路，行政区划名）为路治，元太宗八年（1236年）改为邢洺路，后改洺磁路。元至元十五年（1278年），升为广平路，治所永年（今广府城），属中书省。辖一司、五县、二州。一司即录事司（元制，录事司，掌城中民事）。五县即永年、曲周、肥乡、鸡泽、广平（今广平县）。二州即磁州（滏阳、武安、邯郸、成安四县仍属磁州）、威州（名水、井陉二县仍属威州）。
明洪武元年（1368年），将广平路改为广平府，仍治永年（今广府城），这是永年改称广平府之始。洪武九年（1376年）属北平布政使司，永乐元年（1403年）直隶京师北京。
清代承前制，为直隶广平府，治所未变。初属顺广道，后改大名道，又改为顺广道。 雍正中（公元1723-1735年），因滏阳河建闸争水事，割河南彰德府磁州来属，至是，辖一州九县。
民国元年（1912年）9月，废县留府，民国二年（1913年）废府留县，属直隶大名道。十七年（1928年），废道属河北省。1937年后，属冀南道。
1949年中华人民共和国成立。1950年，属邯郸督察专员公署。1958年，县城由广府镇迁至临洺关镇至今，属邯郸地区专署。1993年6月19日，邯郸地、市合并，永年县归邯郸市至2016年9月30日。
2016年9月30日，邯郸市部分行政区划调整，撤销永年县，设立邯郸市永年区，以原永年县的行政区域（不含南沿村镇、小西堡乡、姚寨乡）为永年区的行政区域，永年区人民政府驻临洺关镇洺洲大道25号。

## 人口
根據第七次人口普查數據，截至2020年11月1日零時，永年區常住人口為851227人。

## 现代新区
2017年2月25日，永年区境内的广府古城正式晋升为国家AAAAA级旅游景区。
如今的永年区大力发展文化旅游业，形成了广府古城、洺州新城、西部山区三大旅游片区，已具备发展全域旅游独特优势。2017年以来，该区把承办好第三届邯郸市旅发大会和第十届国际太极拳运动大会作为加快构建全域旅游大格局的着力点，列为当前工作中的重中之重，举全区之力办好办实。
2018年10月，永年区荣获河北省无偿献血先进区奖。